# Rose Clouds of Holocaust
Rose Clouds of Holocaust es un álbum de la banda de neofolk inglesa Death in June, publicado en 1995.

## Listado de canciones

### Cara A
1. "Lord Winter"
2. "God's Golden Sperm"
3. "Omen-Filled Season"
4. "Symbols of the Sun"
5. "Jerusalem the Black"

### Cara B
1. "Luther's Army"
2. "13 Years of Carrion"
3. "The Accidental Protégé"
4. "Rose Clouds of Holocaust"
5. "Lifebooks"

- Datos: Q7367689